# ۱۳۹ (قمری)
۱۳۹ (قمری)، صد و سی و نهمین سال در گاهشماری هجری قمری است. اول محرم این سال برابر با نهم ژوئن سال ۷۵۶ میلادی است.

## زادگان
- طاهر بن حسین مؤسس سلسله طاهریان در ایران.